# Rafał Kwaśniewski
Rafał Michał Kwaśniewski, pseud. Kwasek (ur. 28 lipca 1966) – polski gitarzysta rockowy, wokalista, kompozytor, poeta.

## Kariera muzyczna
Aktywny od drugiej połowy lat 80. XX wieku w polskich zespołach: Dezerter, Deuter, Sstil, Krew, Kult i innych, kojarzonych z tzw. warszawską sceną niezależną.
Działał w zespole Kult – nagrał z nim album Kaseta i występował na koncertach w 1989 roku, po czym opuścił grupę, decyzją Kazika Staszewskiego.
Był współzałożycielem zespołu Elektryczne Gitary, z którym zagrał na płycie Wielka radość i występował na koncertach od 1990 do 1992, kiedy to opuścił zespół.
Jego obecność w zespole i późniejsze opuszczenie Elektrycznych Gitar gitarzysta i klawiszowiec Piotr Łojek, współzałożyciel zespołu, skomentował po ośmiu latach następująco:

Kuba stworzył repertuar, Rafał był doświadczonym rockmanem, znał na mieście każdą dziurę, gdzie można było coś z tym materiałem zrobić. Ja byłem pomostem między nimi. Rafał na początku wykonał wielką pracę, aranżując pierwszy album. Potem odszedł z zespołu, bo jak pokazało życie, taki układ nie mógł funkcjonować. Używając języka sportowego, był mocnym zawodnikiem, ale za mocno grał w polu. Uzbierał za dużo żółtych kartek i arbiter postąpił zgodnie z przepisami.

W 1992 roku założył w Krakowie zespół PRL, w którym pełnił funkcję lidera, wokalisty i gitarzysty, a także był autorem prawie całego repertuaru. Równolegle występował m.in. w zespole Homo Twist jako gitarzysta basowy. Zagrał jako gitarzysta w dwóch utworach na albumie Homo Twist.
Od końca lat 90. XX wieku ograniczył aktywność muzyczną.
Rafał Kwaśniewski zwykle grał w klasycznym, rockowym stylu, kojarzącym się np. z Rayem Daviesem z zespołu The Kinks lub Lou Reedem. Dał się również poznać jako utalentowany autor piosenek – zarówno muzyki, jak i tekstów.
Kazik Staszewski następująco scharakteryzował Rafała Kwaśniewskiego:

Podobała mi się jego gra na gitarze, natomiast jako człowiek to jeden z najbardziej niesympatycznych ludzi, z którymi występowałem

Przez dłuższy czas grał na gitarze elektrycznej firmy VOX, która znana jest głównie z produkcji wzmacniaczy gitarowych.

## Problemy z narkotykami
W 2005 roku został skazany na pół roku więzienia w zawieszeniu za posiadanie narkotyków. W ciągu kolejnych 5 lat otrzymał łącznie 10 wyroków, gdzie zawsze otrzymywał karę w zawieszeniu i 1000 złotych grzywny. 
W 2010 roku trafił na siedem lat do więzienia. Za posiadanie narkotyków odbywał wyrok w ośmiu zakładach karnych. W Kielcach przeszedł terapię odwykową oraz pracował w radiowęźle, w Lublinie pozwolono mu posiadać gitarę w celi. W Lublinie grał razem z akordeonistą, którego po wieloletnim pobycie w więzieniu ponownie skazano na karę pozbawienia wolności za zabójstwo. 
W 2012 roku zgłoszono petycję do prezydenta Bronisława Komorowskiego z prośbą o ułaskawienie Rafała Kwaśniewskiego. Podpisało się pod petycją około 400 osób, w tym Kazik Staszewski.